# SÍ Sørvágur
Maillots
Le SÍ Sørvágur est un club de football féroïen basé à Sørvágur.

## Historique
- 1905 : fondation du club

## Palmarès
- Championnat des îles Féroé
  - Champion : 1947